# 즈워투프군

비엘코폴스카주 지도에 표시된 즈워투프군의 위치

즈워투프군(폴란드어: powiat złotowski)은 폴란드 비엘코폴스카주에 위치한 군으로 군청 소재지는 즈워투프이며 면적은 1,660km2, 인구는 68,791명(2011년 기준), 인구 밀도는 41명/km2이다.
북서쪽으로는 서포모제주 슈체치네크군, 북동쪽으로는 포모제주 치우후프군, 동쪽으로는 쿠야비포모제주 셍풀노군, 남쪽으로는 피와군, 서쪽으로는 서포모제주 바우치군, 드라프스코군과 접한다. 8개 지방 자치체(1개 도시, 3개 도시형 농촌, 4개 농촌)를 관할한다.

군 문장